# جيمس إس. ألين
جيمس إس. ألين (بالإنجليزية: James S. Allen)‏ هو مؤرخ أمريكي، ولد في 1906 في فيلادلفيا في الولايات المتحدة، وتوفي في 1986.